# Samuel Sewall
Samuel Sewall (28 mars 1652 - 1er janvier 1730) est un juge anglo-américain, né à Hampshire en Angleterre.

## Biographie
Il est connu pour son implication dans le procès des sorcières de Salem et pour son tract The Selling of Joseph (1700), dans lequel il s'appuie sur des arguments bibliques pour dénoncer l'esclavage et répondre aux arguments des esclavagistes. Il mourut à Boston ; il est enterré dans le Granary Cemetery.
Son frère est l'ancêtre de l'homme d'affaires et homme politique Arthur Sewall.